# 好奇心
好奇心（こうきしん、英:curiosity）とは、自分が知らない何かについて知りたい、知識を得たい、という心、気持ちである。

## 概説
知らないことを知りたいという心である。好奇心の強さは、人により異なる。好奇心の高い人（強い人）と、好奇心の低い人（弱い人）がいるのである。
好奇心は、調査・研究といった活動の動機ともなる。
学問的探求の多くは好奇心が原動力となって行われてきた。現代において「学問」と呼ばれているものはそもそも、古代ギリシアにおいては古代ギリシア語で「フィロソフィア」と呼ばれていたわけだが、これは「知ることを愛すること」「知的探求を愛すること」という意味の用語である。フィロソフィアという言葉を歴史上初めて厳密な意味で使ったのはプラトンとアリストテレスだが、二人とも「フィロソフィアは驚きから始まる」と言った。知らないことを知った時の驚き。その驚きの感覚を味わうために、新たな知識を求めて探求を続けるのがフィロソフィアであった。アリストテレスの知的な興味の対象はありとあらゆる領域に及び、動物学、詩学、政治学 等々、挙げるときりが無いが、各領域の探索をしては、新しく見つけたモノや概念の定義文を作成したり、それについての叙述や分析の文を作成したり、領域ごとに先人がすでに見つけていたモノや概念を探索して列挙したり、そこに自分自身が新たに見つけたモノや概念を加えて、それらを分類したり、網羅的な一覧を作成することも行った。アリストテレスの知的な探求は、果ては、形而上学にまで及んだ。アリストテレスは多種多様な領域を探求し得られた知識を学問の形にまとめあげ、それが後の諸学問の元ともなったので「万学の祖」と呼ばれるようになった。こうした知的な探求は、その後も西欧で続けられることになり、日本語では哲学や学問と訳されることになった。
近代以降の自然科学的な探求の多くもまた好奇心が原動力となって行われている。「好奇心が、科学する心の源泉である」とよく言われる。

### 好奇心の研究
好奇心についての研究は、イギリス生まれでケンブリッジ大学で実験心理学の学位をとりアメリカのイェール大学で好奇心の研究をし、アメリカのボストン大学やカナダのトロント大学で教鞭をとった心理学者のダニエル・エリス・バーライン（en:Daniel Ellis Berlyne）が内発的動機の動因のひとつとして好奇心を位置づけた研究をもとにして、好奇心の種類や好奇心が生起するメカニズムについて研究を展開したことに始まる。ここで「内発的動機の動因」と言われているのは、「知りたい」や「体験したい」といった気持ちのことであり、好奇心（「知りたい」）はそのひとつである。探索行動はいくつか種類があるが、好奇心による探索行動というのは新奇性探索（novelty seeking）であるということが大きな特徴である。
バーラインは、好奇心による探索は、刺激が弱い時にも強い時にも起きる、ということを指摘し、好奇心探索には2種類ある、と指摘した。ひとつは刺激が弱いと感じられている時に起きる好奇心探索であり、新奇性が低い環境に置かれた時に感じる退屈や不快感を解消するために行われる好奇心探索だと指摘し、この好奇心探索では多様なことに興味を持つので、バーラインは拡散的好奇心（diversity curiosity）と呼んだ。もうひとつは、刺激が強い場合のもので、複雑性が強い刺激に接した時に感じる不快感を解消するための好奇心探索であり、特定のことに焦点をあてて情報を収集するので特殊的好奇心（specific curiosity）と呼んだ。

## 種類
- 拡散的好奇心

なお、年に10回以上旅行する人々は、旅行の頻度が低い人々に比べて、拡散的好奇心が強いということがデータで分かっている。
- 特殊的好奇心

- 知的好奇心 - 問題や課題などといった知的情報領域における好奇心[4]。自然科学者や数学者の探求の動機になっている。
- 知覚的好奇心（感覚的好奇心） - 音や光や感触といった感覚的領域（知覚的領域）における好奇心[4]。味や匂いに対する好奇心も同様である。シンセサイザーで新たな音を探求する人、絵画で新境地を切り開く人、食道楽の人やいわゆる「グルメ研究家」、香や香水のコレクションをする人などはこの知覚的好奇心が強い。
- 対人的好奇心（社会的好奇心） - 人の心理や人の秘密（や人間関係）といった領域における好奇心[4]。女性は男性と比べると概して対人的好奇心が強い傾向があるが、特に有閑マダム（結婚済みで、余裕もあり、暇を持て余している女性）はこうした好奇心が強く、やたらと人のことを詮索したがるものである。

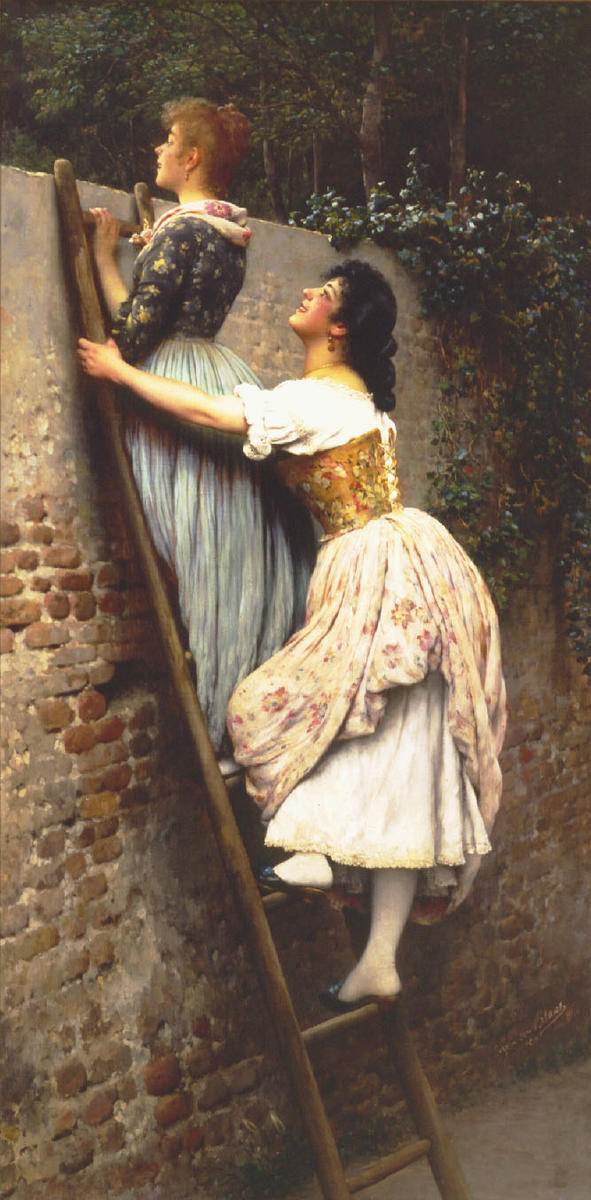
「好奇心」というタイトルの絵画
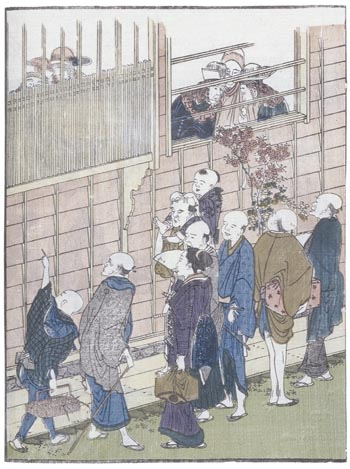
江戸時代、長崎の出島を覗く日本人
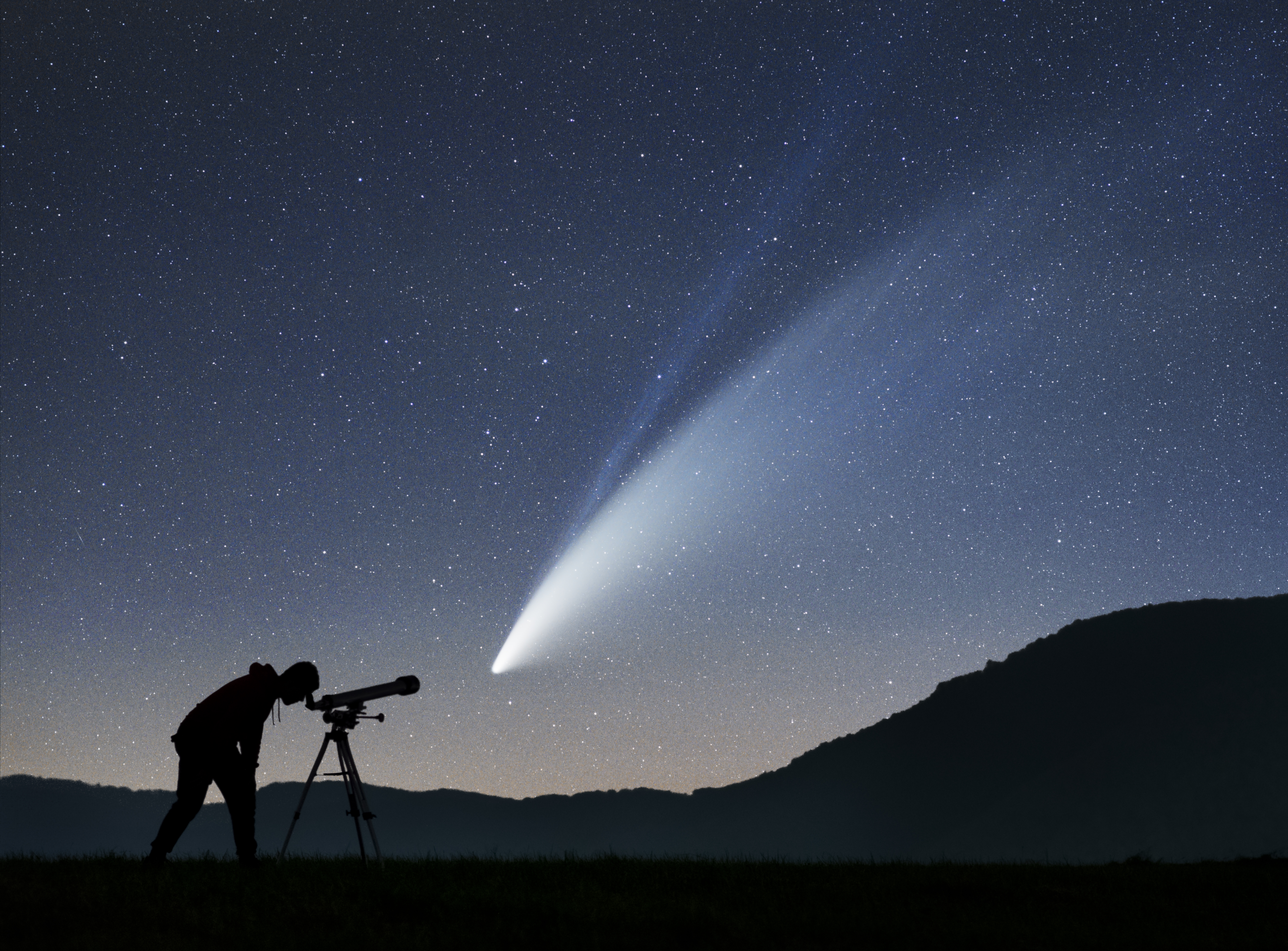
天体観測をする人

## 動物の好奇心
ネコの場合

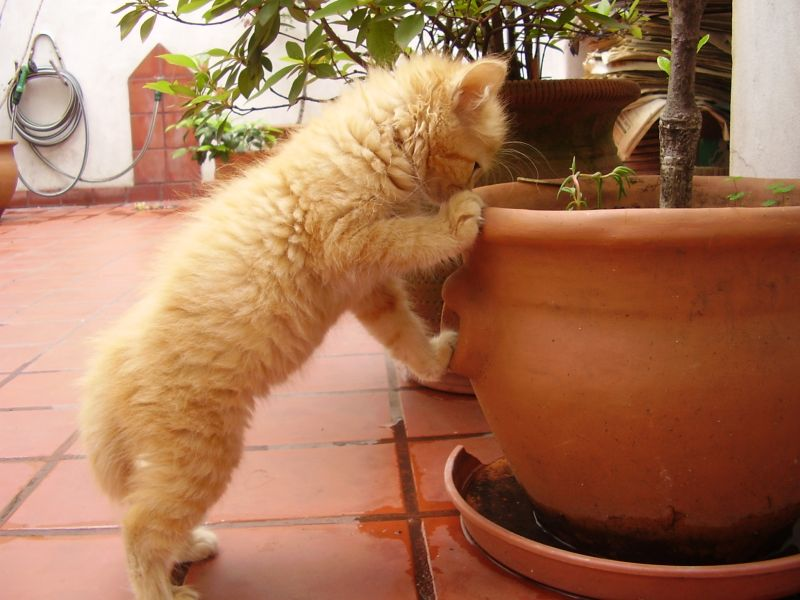
ネコは、見えないところがあると、とりあえず覗き込んで確認する行動をとる

猫は過去に経験したことのない場所に置かれると、まずその場所の空間構造や、その空間内に何があるか、ひとつひとつ確かめる行動を開始する。これを探索行動という。
たとえば保護猫を里親として引き受けた場合でも、ペットショップでネコを買った場合でも、ともかくあるネコを初めて家の中に連れてくると、どのネコも必ず、家の中を隅から隅まで探索する。「ネコの飼い方」などのタイトルの本には、まずは好きなだけ探索をさせてあげなさい、いくら止めさせようとしても、結局、隅から隅まで自分の眼と鼻で探索するまでは納得せず、探索を止めないから、ということが書かれている。
猫の眼の前に、見たことのない新奇なモノを置くと、多くの個体は、かなりの確率で恐怖を感じ毛を逆立て、一目散に逃げる逃避行動をとり距離を置くが、離れた場所の物陰などから恐る恐るそれを観察することを数十秒から数分ほど続けた後、どうやら危険なモノではないかも知れないと感じ始めると、恐る恐る、それを調べるために近寄ってくる。そして近くで観察して、鼻を近づけ匂いをかぐという行為する。安心するとカラダをこすりつける場合もある。
イヌの場合
イヌの場合は、保護イヌであれ、ペットショップで購入したイヌであれ、初めて家の中に連れて来た場合、近くにあるモノに鼻を接触させたり舌で舐めたりするが、ネコほどに隅々まで家の中を探索するわけではない。
イヌの眼の前に新奇なモノを置いた場合、恐怖を感じて逃げ出す確率はネコほど高くない。たいていは、とりあえず鼻を近づけ、匂いを確認する。イヌの場合は、眼の前のモノの匂いが分かれば納得して落ち着く。イヌにとっては、匂いを知っている、ということが特に重要なのである。
サルの場合
サルはペットにするのが比較的難しいが、これは一つには彼らがあまりにも激しく悪戯をするので、人間の生活や室内空間が維持できなくなるためで、それは知能が優れていて好奇心が強いためであるとコンラート・ローレンツは述べている。
カモシカの場合
カモシカは警戒心が強いが、好奇心も非常に強く、かつてカモシカから離れたところで囮の人間が変な格好をして見せ、カモシカが立ち止まったところを狙うという狩猟方法があった。
イルカの場合

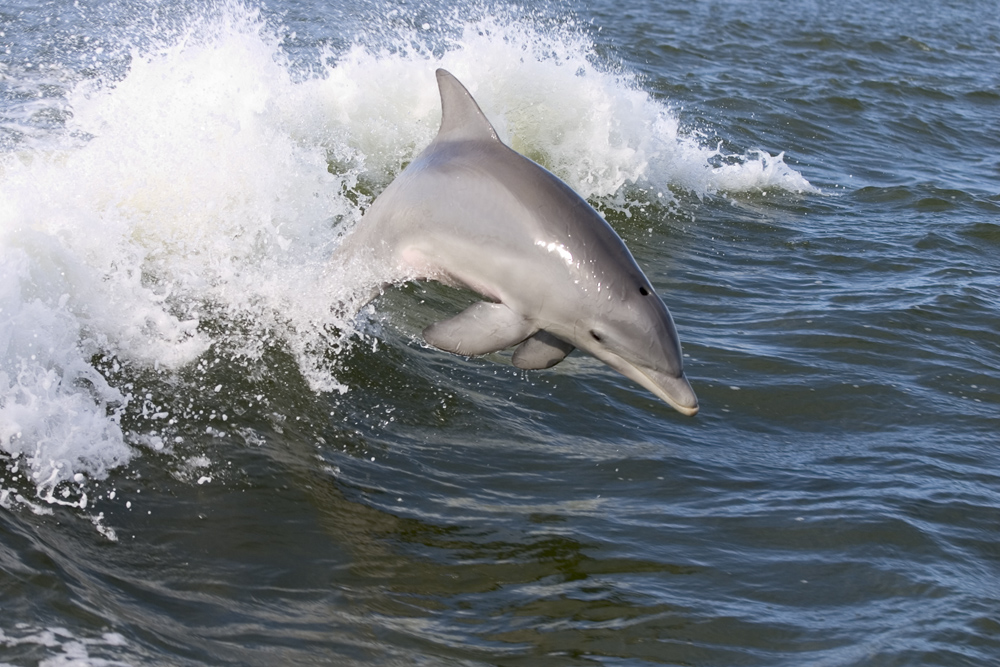
イルカ

イルカは、遊泳している人間を見つけると、とりあえず接近してみて観察するということをかなりの確率で行う。イルカの場合、眼が頭部の横についているので、接近する方向に泳いで観察するのではなく、まずは距離を保ったまま横方向に泳ぐようにして、人間を観察する。
別々の群れに属するイルカとイルカが初めて出会った場合、並んで泳いて互いを観察する。眼が横についているので、並んで泳ぐと横にいる相手を観察しやすいのである。
疾走する船を見つけると、接近し伴走することもときおりある。